# Autoserica fucatella
Autoserica fucatella är en skalbaggsart som beskrevs av Brenske 1901. Autoserica fucatella ingår i släktet Autoserica och familjen Melolonthidae. Inga underarter finns listade.